# ジャハラー
ジャハラー（アラビア語: الجهراء Al-Ǧahrāʾ、英語: Al Jahra）は、クウェートのジャハラー県の県都。首都クウェート市の32km西に位置する。

## 歴史

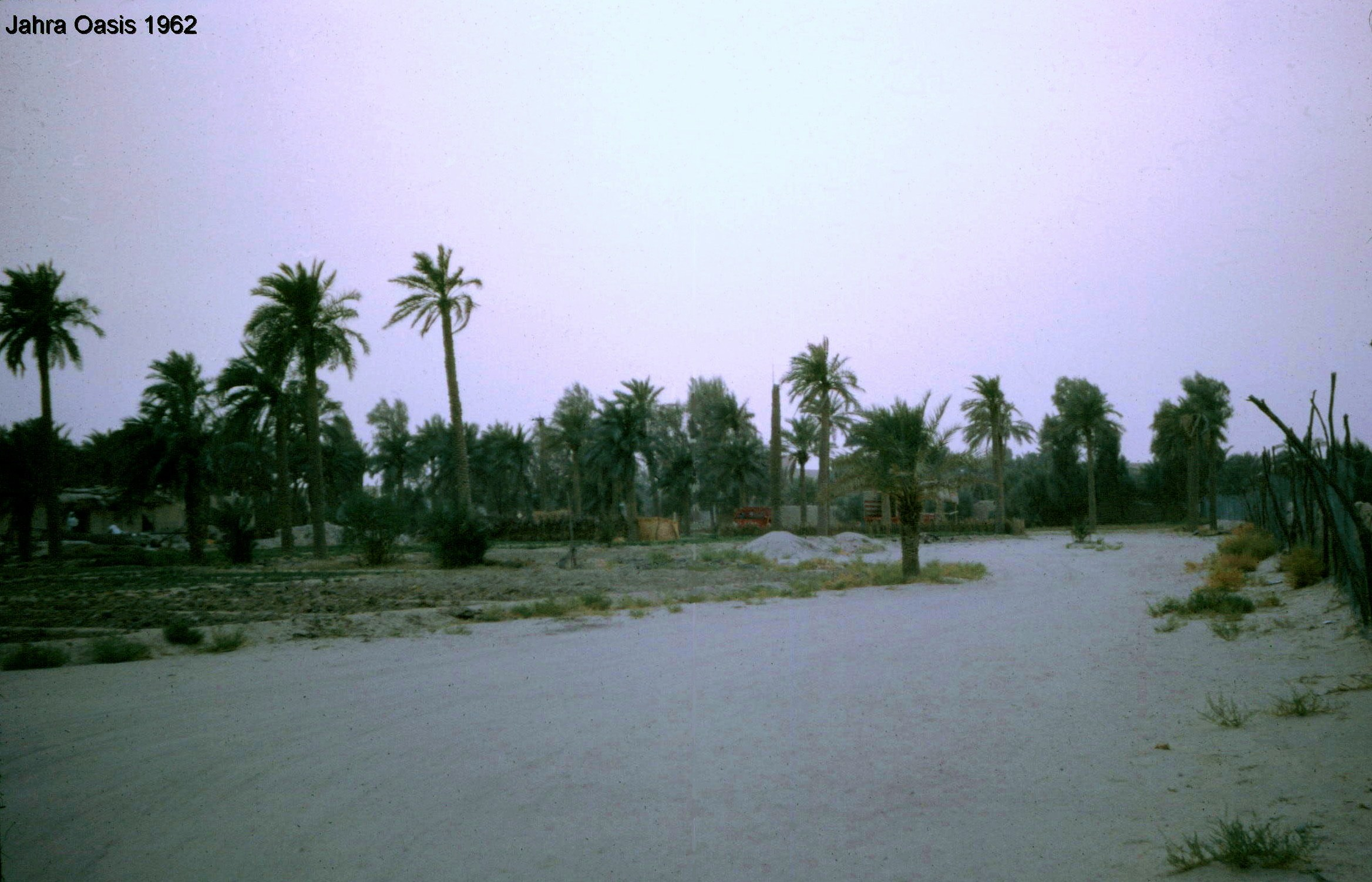
ジャハラー・オアシス

ジャハラーはかつて一面農地で、その後小さなオアシス都市が生まれた。

クウェート市に向かう途中の商業拠点・休憩場所だった。
1897年、クウェート赤砦が建てられた。

1920年、クウェートとサウジアラビアの間でジャハラーの戦いが起きた。
1922年、戦争は終結した。サウジアラビアのアブドゥルアズィーズ・イブン・サウード王は領土と引き換えにクウェートの独立を認めた。
今日では戦いの記念碑が建っている。
1991年2月25日～26日、湾岸戦争中のジャハラー郊外で撤退するイラク軍を連合軍が攻撃し、1万人弱が殺害された。(ムトラ・リッジの虐殺/死のハイウェイ)
アメリカのノーマン・シュワルツコフ将軍がクウェート市から出入りを封じるよう指示しこの作戦は行われた。
対戦車ミサイルを積んだAH-64 アパッチが出撃した。

2007年8月25日、病院で火災が発生し患者が2人焼死した。
マウスーマ・アル・ムバーラク保健相が責任を負わされて辞任した。

2009年8月15日、クウェート結婚式放火事件が発生し、少なくとも57人が死亡、90人が負傷した。
23歳のNasra Yussef Mohammad al-Eneziが元夫の再婚に復讐したと報道された。
クウェートの過去40年で最も犠牲者の多い事件だった。

## 交通
ジャハラーは首都クウェート市の西32kmに位置し、何本もの環状道路が通っている。
国道80号線がイラク国境のアブダリーまで続いている。
この道路は湾岸戦争でアメリカ軍を中心とする連合軍がイラク軍を虐殺した死のハイウェイで知られる。
道路は1990年代後半に修理され、2003年のアメリカのイラク侵攻で使用された。
現在では「アメリカ兵に神の御加護を」の看板が建っている。
周辺は砂漠だが、所々にテントが建っている。
クウェート国際空港が最寄である。

## スポーツ

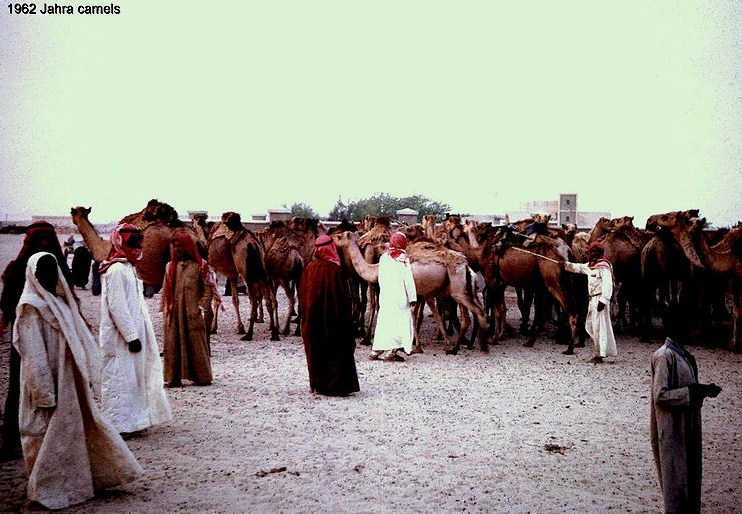
1961年のジャハラー駱駝市場

サッカーでは、アル・ジャハラーSCが活躍している。同クラブは、定員2.5万人のアッ・シャバーブ・ムバーラク・アル・アイヤール・スタジアムを本拠地としている。
アル・ジャハラーSCは、1990年のクウェート・プレミアリーグで優勝し、1996年と2002年にはアミール杯の決勝戦まで進んだ。